# 櫻井巖
櫻井 巖（さくらい いわお）は、日本の地方公務員。東京都財務局長や、東京都出納長を務めた。退任後、ハイジア代表取締役社長、コスモス青山代表取締役社長。

## 人物・経歴
宮崎県出身。1964年東京都入庁。1969年日本大学法学部卒業。1987年江東区監査事務局長。1988年江東区企画部情報処理課長。1989年特別区人事・厚生事務組合人事企画部調査課長。
1991年東京都衛生局総務部副参事（区市町村連絡調整担当）。1992年東京都衛生局病院事業部経営企画室財務担当課長。1994年東京都人事委員会事務局任用公平部任用給与課長。1995年東京都人事委員会事務局任用公平部任用給与課長（統括課長）。同年東京都総務局人事部調査課長（統括課長）。
1997年東京都総務局参事（人事企画担当）。1998年東京都福利厚生事業団管理部長。1999年東京都衛生局企画担当部長。2000年東京都衛生局総務部長。2002年東京都病院経営本部長。2003年東京都財務局長。2004年東京都出納長。
2005年の東京都議会での問責決議を受け、浜渦武生副知事、福永正通副知事、大塚俊郎副知事、竹花豊副知事、横山洋吉教育長とともに辞職した。のち、ハイジア代表取締役社長、コスモス青山代表取締役社長、多摩都市構想研究会会長。